# William & Kate
Guillermo y Kate es una película acerca de la relación entre Guillermo de Gales, y Kate Middleton, dirigida por Mark Rosman y escrita por Nancey Silvers.

## Sinopsis
La historia trata sobre el príncipe Guillermo (William) y Catalina Middleton y las barreras que tuvieron que pasar para que ahora ambos sean los Duques de Cambridge en el Reino Unido. La película cuenta como se conocieron en la Universidad de Saint Andrews en Escocia y narra como surgió el romance entre los dos y sobre la amistad que tuvieron antes de comprometerse; William conoció a Catherine cuando este se tropezó con ella en los pasillos cuando se encontraba buscando su habitación. Luego de que él se disculpara, Kate le ofreció una taza de té. Cuando William entra a su habitación ve un póster suyo y posteriormente Kate ayuda a William a no quedarse dormido en una clase de Historia. Más tarde, él rompe con su novia y empieza una relación de amistad de dos años con Kate hasta que él lo lleva al siguiente nivel y le pide a Catherine que sea su novia. Ella acepta y la película se centra en como la prensa británica hablaba de ellos, los problemas en la relación y como llegaron a ser lo que son ahora y de la relación que forjaron.

## Reparto
- Camilla Luddington como Kate Middleton.
- Nico Evers-Swindell como Guillermo de Gales.

- Datos: Q64015